# Præsidentvalget i Tyskland 1979
Præsidentvalget i Tyskland 1979 fandt sted i Forbundsforsamlingen den 23. maj 1979. Her valgtes Karl Carstens som landets femte forbundspræsident.
Carstens blev valgt i første valgomgang med tilslutning fra 528 stemmer, 9 stemmer mere end krævet. SPD's modkandidat Annemarie Renger opnåede 431 stemmer. FDP havde bestemt sig for ikke særskilt at støtte nogen af de to kandidater.
Valget blev holdt i Bonn. Forbundsforsamlingen bestod af 1.036 medlemmer, og kravet til absolut flertal var dermed 519 stemmer.

## Valgresultat
| Valgomgang    | Kandidat             | Stemmer | %      | Parti |
| ------------- | -------------------- | ------- | ------ | ----- |
| 1. valgomgang | Karl Carstens        | 528     | 51,0 % | CDU   |
| 1. valgomgang | Annemarie Renger     | 431     | 41,6 % | SPD   |
| 1. valgomgang | Blanke stemmer       | 72      | 6,9 %  |       |
| 1. valgomgang | Ugyldige stemmer     | 1       | 0,1 %  |       |
| 1. valgomgang | Ikke afgivne stemmer | 4       | 0,4 %  |       |